# Radio Sfera
Uniwersytecka Rozgłośnia Radio Sfera – studencka stacja radiowa z Torunia, istniejąca od 26 listopada 1996 roku, emitująca swój program za pośrednictwem streamingu internetowego. W skład zespołu redakcyjnego wchodzi troje redaktorów, oraz zespół dziennikarzy–wolontariuszy złożony ze studentów różnych wydziałów UMK. Radio Sfera jest spadkobiercą i kontynuatorem tradycji Studenckiej Agencji Radiowej, oraz Studenckiego Studia Radiowego, którego początki funkcjonowania sięgają 1950 roku, co sprawia, że jest to najdłużej działające medium studenckie w Polsce. Siedziba radia znajduje się na terenie kampusu Uniwersytetu Mikołaja Kopernika, w Domu Studenckim nr 8.

## Historia
Radio Sfera, 26 listopada 1996 roku powołał do życia JM rektor prof. dr hab. Andrzej Jamiołkowski. Wydał on Zarządzenie nr 35 w sprawie przekształcenia Studenckiej Agencji Radiowej (SAR) w Uniwersytecką Rozgłośnię „Radio Sfera”. Była to decyzja scalająca w jeden organizm dwie, wcześniej funkcjonujące na UMK w ramach SAR, rozgłośnie studenckie: Radio Centrum i Bielany Radio. Do połączenia doszło na wniosek redaktora naczelnego SAR, Krzysztofa Grochowskiego złożony w marcu 1996 roku do dyrektora administracyjnego UMK Stefana Nielka. W piśmie tym pracownicy obu rozgłośni zawarli prośbę o utworzenie jednego studia emisyjnego, do której przychylił się ówczesny rektor uniwersytetu. Nowo powstałą rozgłośnię ulokowano w Domu Studenckim nr 8, gdzie wcześniej znajdowało się Bielany Radio. Pierwszym redaktorem naczelnym Radia Sfera został Tomasz Chudy, absolwent Wydziału Nauk Historycznych UMK.
W początkach swego istnienia rozgłośnia nadawała w toruńskich akademikach za pośrednictwem radiowęzła, czyli systemu tzw. kołchoźników znajdujących się w pokojach zajmowanych przez osoby studiujące. Odłączenie radiostacji od radiowęzła nastąpiło 8 lutego 2012 roku, gdy zdemontowano jedenaście wzmacniaczy znajdujących się w pomieszczeniach stacji, ostatecznie kończąc nadawanie programu w ten sposób.
W 1999 roku rozpoczęto tzw. „bój o eter”, czyli starania o koncesję niezbędną do emisji drogą radiową. Nadzieje na jej otrzymanie rozbudzał fakt, że w tamtym czasie swoje nadawanie rozpoczęło aż pięć rozgłośni studenckich. Niestety Krajowa Rada Radiofonii i Telewizji nie przydzieliła stacji koncesji. W 2000 roku w radiu zainstalowano komputery, które podłączono do Miejskiej Sieci Komputerowej TORMAN, a w swoje piąte urodziny, 27 listopada 2001 roku, Sfera rozpoczęła nadawanie w Internecie.
W 2000 roku, w ramach Radia Sfera wyodrębniono Eksperymentalne Studio Form Dźwiękowych – Sferaks, dziś znane pod skróconą formą SferaX.
Radio Sfera zostało wyróżnione Srebrnym Medalem Wielkiej Orkiestry Świątecznej Pomocy.

## Władze
Redaktorem naczelnym jest Robert Górecki. Wcześniej tę funkcję sprawowała Oliwia Ciszewska (2019–2022), Stanisław Janowski (2018–2019), Patryk Przybyłowski (2016–2018), Bartosz Chodorowski (2013–2016), Marcin Centkowski i Tomasz Chudy.

## Finansowanie
Radio jest finansowane w całości przez Uniwersytet Mikołaja Kopernika w Toruniu.

## Znani ludzie związani z Radio Sfera
- Katarzyna Dowbor
- Mirosław Rogalski
- Piotr Witwicki
- Marcel Woźniak